# DG Flugzeugbau
DG Flugzeugbau GmbH est un fabricant de planeurs basé à Bruchsal près de Karlsruhe, Allemagne.

## Histoire
L'entreprise fut créée en 1973 par Gerhard Glaser et Wilhelm Dirks sous le nom de Glaser-Dirks Flugzeugbau GmbH.
En 1978, une alliance fut créée avec la société Elan Company située en Slovénie pour augmenter la capacité de production. Les vieux modèles DG sont toujours produits dans cette société comme le DG 505. 
La société Glaser-Dirks a connu des ennuis financiers en 1996, dus au problème de non-disponibilité d'un moteur de remplacement du moteur d'origine pour le DG-800B. La société a été achetée par Friedel Weber et son épouse Eva-Marie Weber avec l'association d'un comptable Gerhard Wolff. Ils ont fondé la nouvelle société « DG Flugzeugbau Gmbh ». Wilhelm Dirks est resté associé en tant que concepteur en chef.
En 2000, DG Flugzeugbau fit construire une nouvelle usine près de l'aérodrome de Bruchsal. En 2003, DG a racheté les capitaux de Rolladen-Schneider comprenant le nom et les conceptions de marque LS.

## Fabrication

### Produits développés sous Glaser-Dirks
La société Glaser-Dirks a produit les planeurs suivants :
- DG-100 (Classe standard)
- DG-200 (Classe FAI 15 mètres)
- DG-300 (Classe standard)
- DG-400 (Moto-planeur)
- DG-500 et DG-505 (Biplace)
- DG-600 (Classe 15 mètres ou 18 mètres)

### Produits développés sous DG Flugzeugbau
DG Flugzeugbau a produit :
- DG-800 et DG-808, Classe FAI 15 mètres et 18 mètres
- DG-1000, Classe FAI Biplace
- Rolladen-Schneider LS8, Classe standard avec en option des rallonges d'ailes avec Winglets qui porte l'envergure à 18 mètres
- Rolladen-Schneider LS10, Classe 15 mètres et 18 mètres, prototype fabriqué sous Rollanden-Schneider. DG Flugzubau a revu le design interne pour une meilleure intégration dans ses chaines de fabrication.